# Thaumatin
Thaumatin (E 957) ist ein in der Natur vorkommender Süßstoff. Er ist 2000- bis 3000-mal so süß wie Zucker. Es ist ein Stoffgemisch aus sechs Proteinen in den Beeren der westafrikanischen Katamfe-Pflanze (Thaumatococcus daniellii, Einheimische nennen sie auch Ndebion). Thaumatin hat einen Lakritze-artigen Nachgeschmack. Die Hauptbestandteile Thaumatin I und II wurden 1972 von Chemikern der Firma Unilever identifiziert. Thaumatin ist seit Anfang 1996 durch die EU-Zusatzstoff-Richtlinien zugelassen.
Es gehört zu einer Familie von Pflanzenproteinen, die in vielen Pflanzen vorkommen und meist als Antwort auf Stress produziert werden. Diese so genannten Thaumatine werden auch als pathogenese-verwandte Gruppe 5 (PR5) bezeichnet. Viele dieser Proteine sammeln sich in der jeweiligen Pflanze als Antwort auf Infektionen und besitzen fungizide Wirkung. Viele der Thaumatine wirken beim Menschen allergen.

## Vorkommen und Gewinnung
Thaumatin sammelt sich in vesikelartigen Organellen der Pflanze. Die Ausbeute ist allerdings sehr gering, aus 1 kg lassen sich nur 6 g Thaumatin isolieren.
2012 gelang es an der Technischen Universität München, gentechnisch veränderte Hefen zu erzeugen, die Thaumatin produzieren.

## Eigenschaften
Thaumatin löst auf der menschlichen Zunge einen Süßgeschmack aus, wie auch die Proteine Miraculin, Mabinlin, Brazzein, Monellin, Pentadin und Curculin. Thaumatin ist ein Gemisch aus sechs Proteinen, wobei sich die Bestandteile Thaumatin I, II, III, a, b und c durch die Aminosäuresequenz (alle mit genau 207 Aminosäuren) unterscheiden. Die räumlichen Strukturen der einzelnen Proteine weichen nur geringfügig voneinander ab. Thaumatin ist ein geruchloses, süß schmeckendes, gelbliches Pulver. Die Süßkraft der einzelnen Thaumatinbestandteile unterscheidet sich geringfügig. Es ist sehr gut in Wasser löslich, aber unlöslich in Aceton. Die molare Masse beträgt etwa 22,3 kDa.
Der orale Konsum von Thaumatin als Nahrungsmittelzusatz wird als unbedenklich eingestuft. Es wird, wie alle Proteine, vollständig in Magen und Dünndarm verdaut. Es wurde keine erlaubte Tagesdosis festgelegt. Es wird von den Einheimischen in Afrika seit langem verwendet.
In einer Schweizer Kaugummifabrik wurde Thaumatin als Allergen identifiziert. Thaumatin-Pulver führte bei vier von acht exponierten Personen zu einer ausgeprägten allergischen Rhinitis. Nach Substitution des pulverförmigen Thaumatins durch eine flüssige Form wurden alle betroffenen Personen wieder symptomfrei.

## Verwendung
Verwendet wird Thaumatin in Süßwaren (oft in solchen auf Kakao- oder Trockenfruchtbasis), Diät- und Nahrungsergänzungsmitteln und Kaugummi. Thaumatin erzeugt auf der Zunge eine lang anhaltende Süße, was bei Kaugummis erwünscht ist. Es wird zudem als Geschmacksmodifikator verwendet z. B. zur Maskierung von Bitterstoffen. Seitdem Thaumatin in großen Mengen gentechnisch aus veränderten Hefen hergestellt werden kann, ist es preislich konkurrenzfähig. Weil Thaumatin nicht kochstabil ist, ist die Verwendbarkeit eingeschränkt.
Spätestens seit 1995 wird Thaumatin auch neben Cyclamat und Saccharin in Mischungen für Süßstofftabletten und ähnlichen Haushaltsprodukten verwendet.